# 王偊菁
王偊菁（1982年1月3日—）是台灣的記者和新聞主播。她畢業於銘傳大學廣播電視學系，2015年獲得政治大學傳播學院碩士學位（在職專班）。

## 傳媒經歷
2003年~2007年曾經擔任《台視民生消費新聞》主播、《消費大贏家》。2007年11月初，擔任《午安您好─台視新聞》假日主播、《台視新聞世界報導》主播。
2010年6月，王偊菁離開台視新聞，轉戰中天新聞台擔任文字記者兼職假日主播。
2011年6月，轉戰三立新聞台，主持三立iNEWS《攔捷新聞》、三立新聞台《呂讀台灣》、三立新聞台《早安新鮮聞》等節目與製作。王偊菁現為三立新聞台政論節目《前進新台灣》主持人。

## 獲獎與榮譽
| 年份   | 頒獎典禮     | 獎項                           | 作品         | 結果 |
| 2019年 | 第54屆金鐘獎 | 自然科學及人文紀實節目主持人獎 | 《呂讀台灣》 | 提名 |

## 作品
曾擔任播報或主持節目
| 時間                         | 頻道       | 節目                               | 備註       |
| 2004年3月1日─2007年7月31日   | 台視       | 《台視民生消費新聞》               |            |
| 2005年1月22日─2007年10月14日 | 台視       | 《消費大贏家》                     |            |
| 2007年11月3日─時間待查       | 台視       | 《午安您好─台視新聞》              | 假日主播   |
| 時間不明                     | 台視       | 《午安您好─台視新聞》              |            |
| 2008年5月─2010年6月          | 台視       | 《台視新聞世界報導》               |            |
| 2009年3月31日─2009年6月2日   | 台視       | 《大社會》                         | 第二代版本 |
| 2009年5月10日─2009年5月31日  | 台視       | 《樂活中縣遊》                     |            |
| 時間不明                     | 台視財經台 | 《1700整點新聞》                   |            |
| 2010年2月13日                | 台視       | 《超級巨星 紅白藝能大賞 後台直擊》 |            |
| 2010年7月-2011年6月          | 中天新聞台 | 《中天整點新聞》                   |            |
| 2011年6月-2022年4月15日      | 三立新聞台 |                                    | 主播       |
|                              | 三立台灣台 | 《三立晚間新聞》                   | 主播       |
| 2017年4月-2020年10月         | 三立新聞台 | 《正午新聞》                       | 主播       |
| 2020年8月9日-待查            | 三立新聞台 | 《5G衝一波》                       | 主持人     |
| 2020年11月23日-2021年4月30日 | 三立iNEWS  | 《攔捷新聞》                       | 主持人     |
| 2021年5月19日-2022年4月15日  | 三立新聞台 | 《早安新鮮聞》                     | 主播       |
| 2021年10月10日-待查          | 三立新聞台 | 《能戰!全民新視界》                | 主持人     |
| 2022年4月18日-至今           | 三立新聞台 | 《前進新台灣》                     | 主持人     |

## 個人生活
表哥為中國國民黨文傳會義務副主委、知名長跑好手林義傑。

## 外部連結
- 三立新聞 王偊菁 FiFi的Facebook專頁
- 王偊菁的Instagram帳戶.